# Charles Metcalfe
Sir Charles Theophilus Evelyn Metcalfe (Edimburgo, 7 febbraio 1856 – 1912) è stato un generale britannico.

## Biografia
Educato a Malvern Wells, nell'Eton College ed alla Royal Military College, Sandhurst, Metcalfe ottenne una commissione come ufficiale nella Rifle Brigade nel 1874 e prese parte alla spedizione a Burma nel 1886 aderendo alla Tochi Field Force sulla Frontiera Nord Occidentale dell'India nel 1897. Prestò servizio come Commanding Officer del 2º battaglione della Rifle Brigade durante la Seconda Guerra Boera prendendo parte all'Assedio di Ladysmith motivo per cui divenne Brigadiere Generale in comando alla truppe delle Mauritius nel 1902. Venne nominato General Officer Commanding della 6th Division nell'Irlanda meridionale nel 1909 ritirandosi dal servizio attivo nel 1910.